# Stein (San Galo)
Stein es una comuna suiza del cantón de San Galo, ubicada en el distrito de Toggenburgo. Limita al oeste y norte con la comuna de Nesslau-Krummenau, al este con Wildhaus-Alt St. Johann, y al sur con Amden.